# Joulutorttu
Lo joulutorttu ("dolce/torta di Natale", plur.: joulutortut; in svedese: jultårta), conosciuto anche come tähtitorttu ("torta a forma di stella") è un tipico dolcetto natalizio della Finlandia, a base di confettura di prugne.

## Ingredienti
Per preparare lo joulutorttu, occorrono i seguenti ingredienti:
- Farina
- Burro
- Uova
- Panna
- Bicarbonato di sodio
- Ricotta
- Confettura di prugne
- Zucchero a velo

## Preparazione

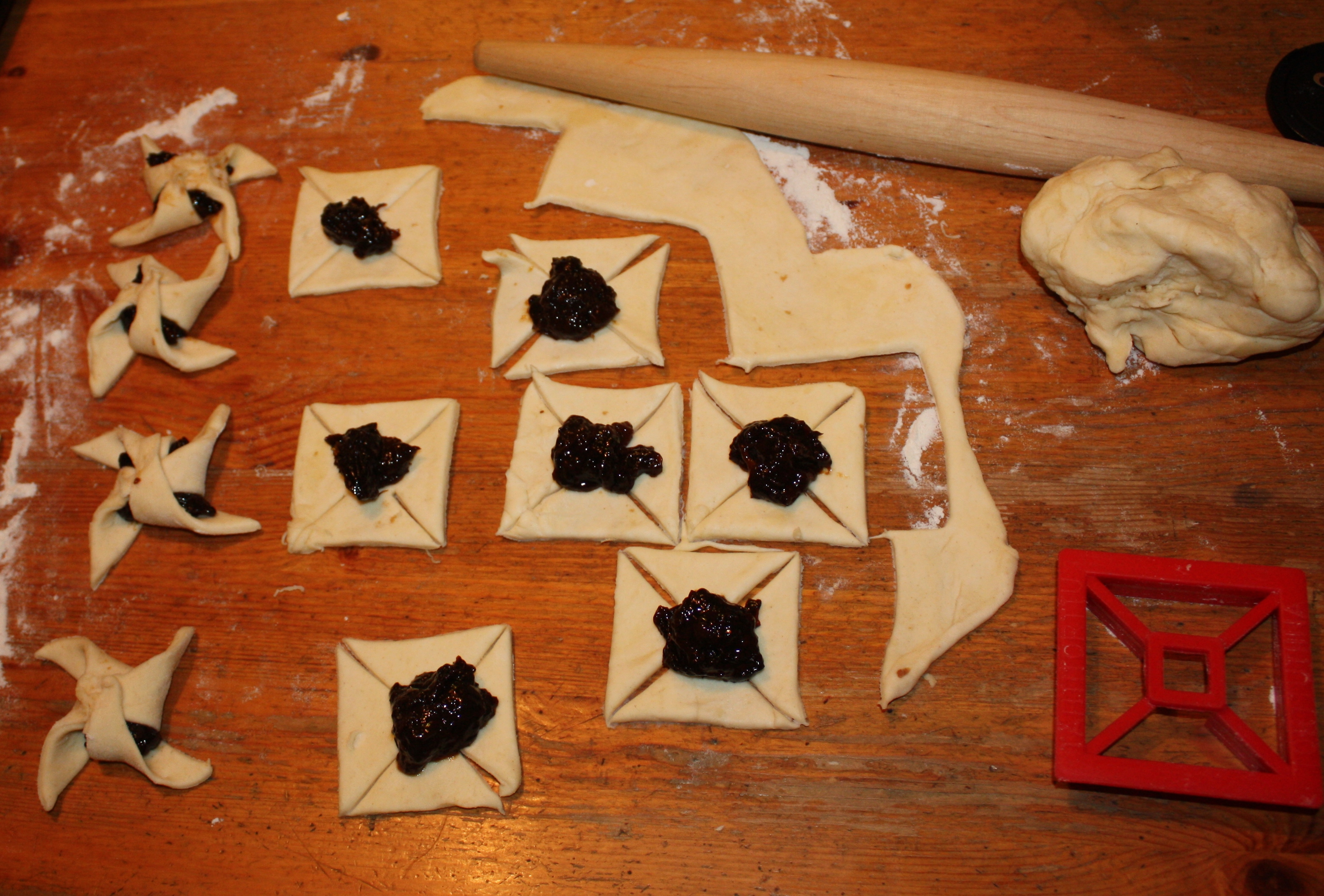
Preparazione degli joulutortut

Gli impasti devono essere infornati a 225° gradi e cuocere per circa 20 minuti fino a che non assumono una colorazione dorata.

## Lo joulutorttu nella cultura di massa
- Joulutorttu  è il titolo di un album degli Eläkeläiset del 2002[4]